# GFF Elite League 2015-16
La GFF Elite League 2015-16 será la edición número 15 de la GFF Elite League. La temporada comenzó el 18 de septiembre de 2015 y terminó el 26 de junio de 2016. Alpha United fue el campeón defensor.

## Formato
La temporada completa consta de dos campeonatos divididos, en la primera mitad de la temporada se jugará el apertura y en la otra mitad el clausura. Cada uno de los ocho equipos jugará contra todos los demás en cuatro ocasiones, dos en el apertura y dos en el clausura.
Luego de las catorce fechas del apertura y del clausura los cuatro primeros clasificados pasarán a jugar los paly-offs; el ganador de cada uno de estos play-offs se clasificará al Campeonato de Clubes de la CFU 2017, además jugará la gran final contra el ganador del apertura o clausura dependiendo el caso.
Al ser una categoría cerrada no habrá ascenso ni descenso alguno.

## Equipos participantes
| Pos. | Equipo               | Ciudad      | Estadio                     | Capacidad |
| ---- | -------------------- | ----------- | --------------------------- | --------- |
| 1    | Alpha United         | Georgetown  | Bourda Cricket Ground       | 22000     |
| 2    | Guyana Defence Force | Georgetown  | Georgetown Football Stadium | 2000      |
| 4    | Buxton United        | Buxton      | Enmore Recreation Ground    | 1000      |
| -    | Slingerz             | Vergenoegen | Synthetic Track and Field   | 3000      |
| -    | Pele                 | Georgetown  | Georgetown Football Stadium | 2000      |
| -    | Monedderlust         | Zee Lust    |                             |           |
| -    | Fruta Conquerors     | Georgetown  | Georgetown Football Stadium | 2000      |
| -    | Georgetown           | Georgetown  | Georgetown Football Stadium | 2000      |

## Torneo apertura
Actualizado el 13 de octubre de 2016.
| Pos. | Equipo               | PJ | PG | PE | PP | GF | GC | DG  | Pts. | Clasificado a         |
| ---- | -------------------- | -- | -- | -- | -- | -- | -- | --- | ---- | --------------------- |
| 1    | Slingerz             | 14 | 9  | 4  | 1  | 29 | 9  | +20 | 28   | Play-offs de apertura |
| 2    | Pele                 | 14 | 8  | 3  | 3  | 28 | 15 | +13 | 27   | Play-offs de apertura |
| 3    | Alpha United         | 14 | 7  | 5  | 2  | 21 | 12 | +9  | 26   | Play-offs de apertura |
| 4    | Fruta Conquerors     | 14 | 5  | 5  | 4  | 18 | 17 | +1  | 20   | Play-offs de apertura |
| 5    | Guyana Defence Force | 14 | 5  | 2  | 7  | 22 | 23 | -1  | 17   |                       |
| 6    | Buxton United        | 14 | 4  | 1  | 9  | 10 | 23 | -13 | 13   |                       |
| 7    | Georgetown           | 14 | 3  | 3  | 8  | 12 | 30 | -18 | 12   |                       |
| 8    | Monedderlust         | 14 | 3  | 1  | 10 | 11 | 22 | -11 | 10   |                       |

## Play-offs de apertura

### Semifinales
| Local    | Resultado | Visitante        | Fecha                   | Estadio                     |
| -------- | --------- | ---------------- | ----------------------- | --------------------------- |
| Slingerz | 2-0       | Fruta Conquerors | 25 de noviembre de 2015 | Synthetic Track and Field   |
| Pele     | 1-3       | Alpha United     | 25 de noviembre de 2015 | Georgetown Football Stadium |

### Tercer puesto
| Local | Resultado | Visitante        | Fecha                   | Estadio                     |
| ----- | --------- | ---------------- | ----------------------- | --------------------------- |
| Pele  | 1 - 0     | Fruta Conquerors | 29 de noviembre de 2015 | Georgetown Football Stadium |

### Final
| Local    | Resultado | Visitante    | Fecha                   | Estadio                   |
| -------- | --------- | ------------ | ----------------------- | ------------------------- |
| Slingerz | 3-2       | Alpha United | 29 de noviembre de 2015 | Synthetic Track and Field |

| Slingerz Campeón de apertura |

## Torneo clausura
Actualizado el 13 de octubre de 2016.
| Pos. | Equipo               | PJ | PG | PE | PP | GF | GC | DG  | Pts. | Clasificado a         |
| ---- | -------------------- | -- | -- | -- | -- | -- | -- | --- | ---- | --------------------- |
| 1    | Slingerz             | 14 | 13 | 1  | 0  | 42 | 8  | +34 | 40   | Play-offs de clausura |
| 2    | Fruta Conquerors     | 14 | 11 | 1  | 2  | 34 | 22 | +12 | 34   | Play-offs de clausura |
| 3    | Alpha United         | 14 | 9  | 3  | 2  | 36 | 11 | +25 | 30   | Play-offs de clausura |
| 4    | Pele                 | 14 | 5  | 2  | 7  | 15 | 20 | −5  | 17   | Play-offs de clausura |
| 5    | Guyana Defence Force | 14 | 5  | 2  | 7  | 23 | 29 | −6  | 17   |                       |
| 6    | Buxton United        | 14 | 3  | 2  | 9  | 12 | 22 | −10 | 11   |                       |
| 7    | Monedderlust         | 14 | 1  | 3  | 10 | 12 | 37 | −25 | 6    |                       |
| 8    | Georgetown           | 14 | 1  | 2  | 11 | 10 | 35 | −25 | 5    |                       |

## Play-offs de apertura

### Semifinales
| Local            | Resultado | Visitante    | Fecha               | Estadio                     |
| ---------------- | --------- | ------------ | ------------------- | --------------------------- |
| Slingerz         | 3-1       | Pele         | 10 de junio de 2016 | Synthetic Track and Field   |
| Fruta Conquerors | 0-4       | Alpha United | 10 de junio de 2016 | Georgetown Football Stadium |

### Tercer puesto
| Local            | Resultado | Visitante | Fecha               | Estadio                     |
| ---------------- | --------- | --------- | ------------------- | --------------------------- |
| Fruta Conquerors | 3-2       | Pele      | 19 de junio de 2016 | Georgetown Football Stadium |

### Final
| Local    | Resultado | Visitante    | Fecha               | Estadio                     |
| -------- | --------- | ------------ | ------------------- | --------------------------- |
| Slingerz | 0-3       | Alpha United | 19 de junio de 2016 | Georgetown Football Stadium |

| Alpha United Campeón de clausura |

## Gran final
| Local    | Resultado | Visitante    | Fecha               | Estadio                     |
| -------- | --------- | ------------ | ------------------- | --------------------------- |
| Slingerz | 1-0       | Alpha United | 26 de junio de 2016 | Georgetown Football Stadium |

| Slingerz FC Campeón Nacional |